# Тоскана
Тоскана (італ. Toscana) — регіон Італії. Розташований у центрі країни. Площа близько 23 000 км2 та населенням близько 3.8 млн осіб. Столицею регіону є місто Флоренція.
Тоскана відома своїми краєвидами, традиціями, історією, культурною спадщиною та її впливом на елітарну культуру. Тоскану вважають колискою відродження. З цього регіону походять багато митців та вчених, серед яких Леонардо да Вінчі, Данте Аліг'єрі, Галілео Галілей та Амеріго Веспуччі. У регіоні розташовано багато культурних пам'яток, серед них галерея Уффіці та Палаццо Пітті. Також Тоскана відома своїми винами. Тут виробляються такі сорти вин, як Chianti, Vino Nobile di Montepulciano, Morellino di Scansano, Brunello di Montalcino. Регіон має великі лінгвістичні та культурні відмінності від іншої Італії, тому його іноді вважають «нацією в нації».
Сім об'єктів у Тоскані були визнані об'єктами Світової спадщини ЮНЕСКО: історичні центри Флоренції, Сієни, Сан-Джиміньяно та П'єнци, Пізанський Собор, природно-культурний регіон Валь д'Орча та маєтки Медічі. У регіоні 120 природних заповідників, серед яких Форесте Казентінезе, Монте Фальтерона та Кампінья, які приваблюють у регіон багато туристів. У 2012 році Флоренція стала 89-им найвідвідуванішим містом у світі, з понад 1.8 млн туристів щорічно.

## Географія
Регіон Тоскана має трикутну форму. Він межує з регіонами Лігурія на північному заході, Емілія-Романья на північному сході, Марке та Умбрія на сході, Лаціо на південному сході. Регіон омивається Тірренським морем на заході та Лігурійським морем на північному заході. До складу регіону входить Тосканський архіпелаг, найбільшим островом якого є острів Ельба. Також недалеко від регіону знаходиться острів Корсика. Регіон оточений численними гірськими хребтами, зокрема Апеннінами, та декількома рівнинами, серед яких найбільшою є долина річки Арно. Холмиста місцевість займає 66.5 % площі регіону, гори займають 25 %, а рівнини 8.5 %. Більшість міст Тоскани лежать на берегах річки Арно, серед них Флоренція, Емполі та Піза. Клімат Тоскани є досить м'яким на прибережних територіях та трохи жорсткішим та вологішим поза берегом.
Найбільшими містами регіону є місто Флоренція із близько 380 тис. жителів, яке ще є й восьмим за величиною в Італії, Прато (190 тис. жителів), Ліворно (160 тис. жителів), Ареццо (99 тис. жителів) та Пістоя (90 тис. жителів). Найвищими горами є Монте Пізаніно (1945 м), Панія ді Кроче (1859 м) та Ам'ята (1738 м).
Густина населення Тоскани складає 163 особи/км2, що є меншим за середній показник у країні (201 особа/км2). Найбільш густонаселеною провінцією є Прато, після якої йдуть Пістоя та Флоренція. Найменш населеною провінцією є Ґроссето, перед якою йдуть Сієна та Ареццо. Густота населення сильно залежить від рівня економічного та промислового розвитку провінції. Так провінціями з найменшою густиною населення є провінції, для яких основним заняттям є сільське господарство. 93 % населення Тоскани є італійцями, а 7 % є іммігрантами, переважно з Китаю, Великої Британії та США.

## Історія

### Доісторичний період та середньовіччя
Історія регіону починається з доетруського періоду в Бронзовій та Залізній добі, який проходив одночасно з давньогрецьким періодом. Територія була заселена людьми Апеннінської культури в приблизно 1350—1150 роках до н. е. У них були налагоджені зв'язки з Мінойською та Мікенською цивілізаціями. Після цього в 1100—700 роках до н. е. існувала Віланова культура, під час якої почали з'являтися перші міста-держави. Приблизно у 750 році до н. е. з'явилась цивілізація етрусків, яка стала першою великою цивілізацією на цих територіях. Цивілізація була достатньо поширеною для створення транспортної інфраструктури. Також там з'явились сільське господарство, гірнича справа та мистецтво. Етрурія розташовувалась між річками Арно та Тибр.
Приблизно в III столітті до н. е. цивілізація етрусків була завойована римлянами. За часів римлян були засновані міста Лукка, Піза, Сієна та Флоренція. Римляни принесли в регіон нові технології та розвиток. Розвиток полягав у розширенні системи доріг, побудові акведуків і каналізаційних труб, побудові багатьох будівель, хоча ці будівлі зазнавали сильної ерозії спричиненої кліматом. Після падіння Римської імперії в IV столітті, контроль над територією отримали готи, в яких пізніше її відвоювала Візантійська імперія. У 572 році територію сучасної Тоскани захопили лангобарди та заснували Тусційське герцогство (Тусція), зі столицею в місті Лукка.
Паломники, які подорожували «дорогою франків» між Римом та Францією, принесли в регіон багатство та розвиток під час середньовіччя. Потреба цих мандрівників в їжі та даху спричинила ріст спільнот навколо церков та таверн. Конфлікт між ґвельфами та ґібелінами за владу Папської держави чи Священної Римської імперії відповідно, розколов тосканійське суспільство в XII—XIII століттях. Ці два політичних угруповання дали розвиток декільком могутнім та заможним середньовічним спільнотам у Тоскані: Ареццо, Флоренція, Лукка, Піза та Сієна. Кожна спільнота мала свою роль: Піза була портом, Сієна займалась банківською справою, Лукка банківською справою та виробництвом шовку. Під час Відродження Флоренція стала культурною столицею Тоскани. У 1348 році Тоскана пережила пандемію чуми «Чорна смерть», яка унесла приблизно 70 % населення.Від розвитку Флоренції родина Медічі, яка керувала Флоренцією, отримала велику впливовість та багатство. Лоренцо Медічі залишив після себе найбільший культурний та архітектурний спадок. У 1533 році Катерина Медічі одружилась з французьким королем Генріхом II і стала королевою Франції. У 1630 році Тоскана пережила ще одну епідемію чуми.

### Новий та новітній час
До XV століття «Тоскана» залишалась лінгвістичним, культурним та географічним регіоном, але була державою. Флоренція почала розширюватись анексувавши Ареццо в 1384 році, купивши Пізу в 1405 році та придушивши там повстання в 1406, купивши Ліворно в 1421 році, який став портом Флоренції. У 1555 році правителі Флоренції Медічі анексували Сієнську республіку утворивши Велике герцогство Тосканське, яким керували до 1737 року, коли помер Джан Гастоне Медічі, останній представник родини. Після цього правління було передане імператору Священної Римської імперії Францу I, герцогу Лотарингії та чоловіку австрійської імператриці Марії-Терезії. Династія Лотаринґів керувала Тосканою до 1860 року, за виключенням періоду окупації військами Наполеона. Після Другої італійської війни за незалежність, революція змусила останнього Великого герцога втекти, після чого на плебісциті було прийняте рішення приєднати Тоскану до Королівства Італії, в складі якої вона і залишалась до 1943 року. У 1943 році після падіння режиму Беніто Муссоліні, Тоскана стала на нетривалий час частиною Італійської соціальної республіки підконтрольної Нацистській Німеччині. У 1944 році Тоскана була захоплена британськими та американськими військами, після чого в 1946 році стала частиною сучасної Італійської республіки.

## Культура
Тоскана має величезну культурну та мистецьку спадщину. У регіоні багато церков, палаців, галерей, музеїв та інших культурних об'єктів. Ці об'єкти можна знайти не тільки у великих містах, але навіть у селах.

### Мистецтво

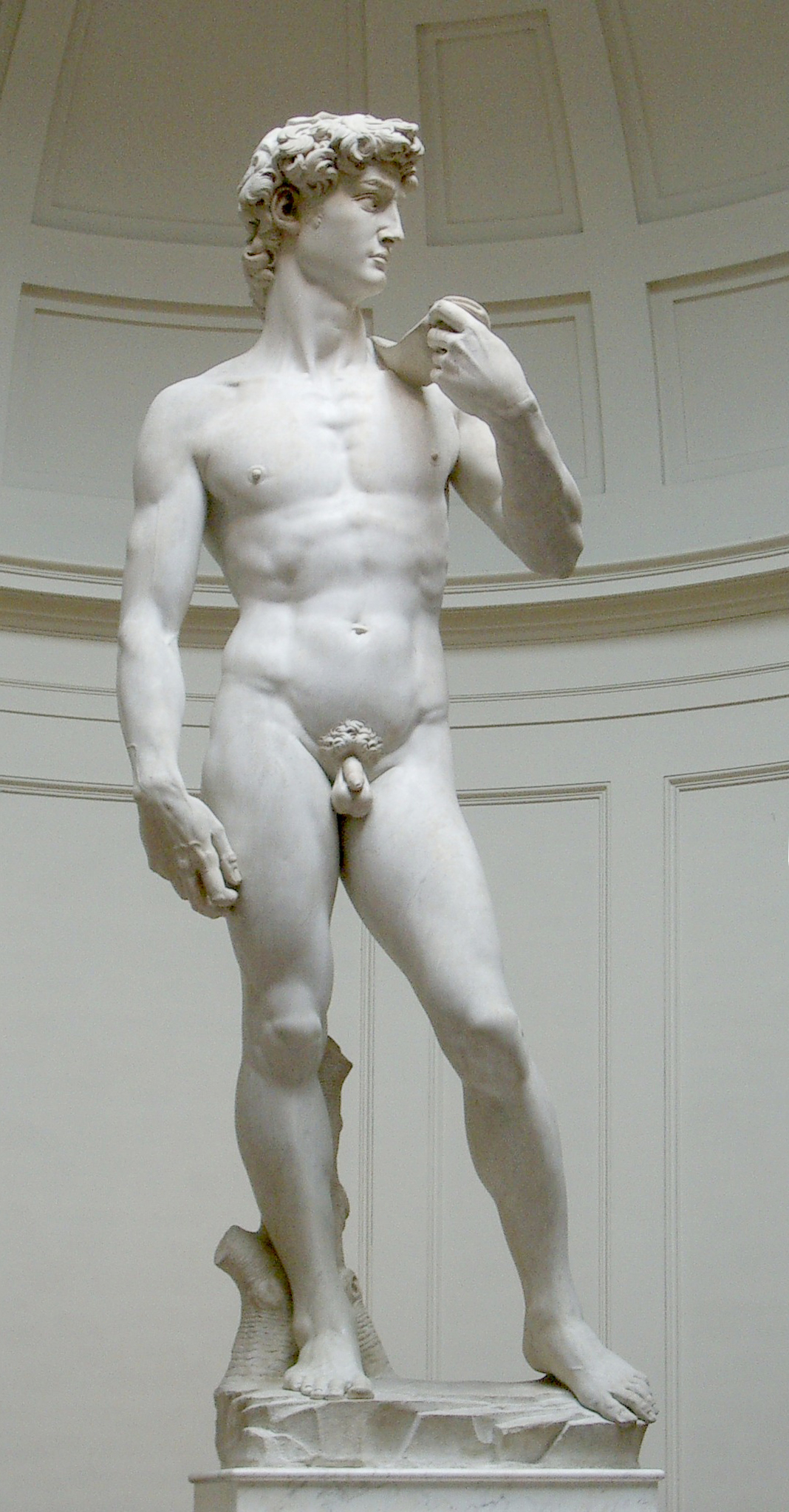
Скульптура «Давид» роботи Мікеланджело.

Тоскана має унікальну мистецьку спадщину. Флоренція вважається найважливішим центром мистецтва у світі, через що навіть отримала прізвисько «мистецька виставка Італії». У Флоренції знаходиться дуже багато витворів мистецтва та архітектури епохи Відродження. Засновники італійського живопису Чімабуе та Джотто, походять з Тоскани. Звідти походять також архітектор Філіппо Брунеллескі, скульптори Донателло, Лоренцо Гіберті, Андреа і Лука делла Роббіа, художники Мазаччо, Філіппо Ліппі, Фра Анджеліко, Сандро Боттічеллі та Паоло Учелло, а також Мікеланджело Буонарроті та Леонардо да Вінчі.
Під час середньовіччя та в епоху Відродження існувало три основні школи живопису, які змагались між собою:
- Флорентійська художня школа. До неї відносяться художники, які дотримувались натуралістичного стилю, утвореного в XIV столітті, переважно завдяки Джотто. У XV столітті ця школа стала провідною у світі. Найвідомішими художниками цієї школи є Мікеланджело Буонарроті, Фра Анджеліко, Сандро Боттічеллі, Філіппо Ліппі та Мазаччо.
- Сієнська школа живопису виникла і Сієні між XIII та XV століттями. Вона змагалась із флорентійською школою. Сієнська школа була більш консервативною, ніж флорентійська, схильна до декоративної краси та елегантної грації пізнього готичне мистецтво. На відміну від флорентійської, сієнській школі була притаманна містичність, яка зосереджувалась на зображенні містичних подій, в якій мало місце спотворення часу і місця, казкові риси. Найвідомішими представниками цієї школи є Дуччо ді Буонінсенья, в роботах якого видно візантійський вплив, його учень Сімоне Мартіні, а також П'єтро і Амброджо Лоренцетті, Сассетта, Доменіко і Тадео де Бартоло, Матео ді Джовані.
- Луккська школа живопису виникла між XI та XII століттями. Її основним центром було місто Вольтерра. Хоча роботи цієї школи не такі елегантні та делікатні, як роботи флорентійської школи, вони відрізняються своєю монументальністю. Митці цієї школи були переважно анонімними.

### Література

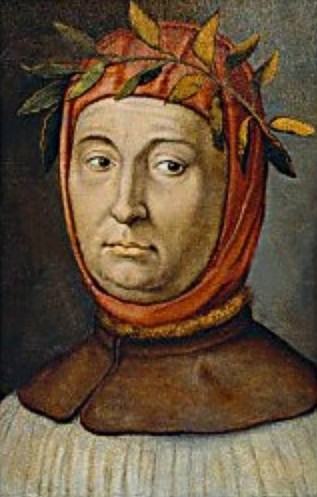
Тосканський поет і літературний діяч Петрарка

### Музика
Тоскана має багаті давні та сучасні музичні традиції, які породили багатьох відомих композиторів та музикантів, серед яких Джакомо Пуччіні та П'єтро Масканьї. Саме тут у 1580 році була утворена Флорентійська камерата, яка експериментувала з накладенням музики на твори грецької міфології та написання на їх основі п'єс, результатом чого стало створення перших опер.
Гвідо д'Ареццо, монах XI століття з міста Ареццо, винайшов сучасну систему музичної нотації та систему нот.
У місті Сієна розташована Музична академія Кідж'яна, яка спонсорує важливі музичні події, зокрема Музичний тиждень Сієни та Міжнародний музичний конкурс імені Альфредо Казелли.

### Кухня

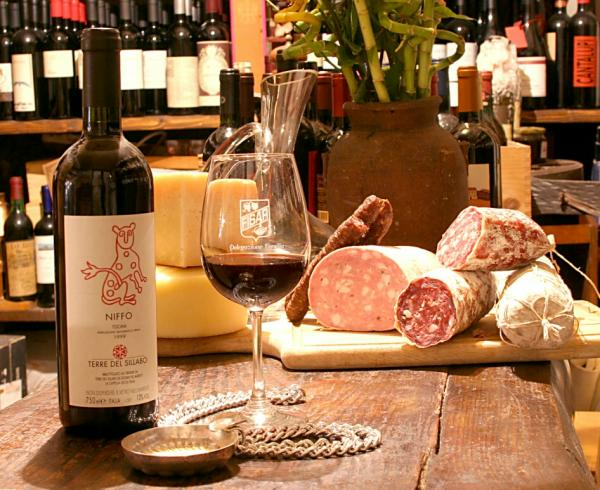
Асортимент тосканської їжі: різні вина та сири, різні сорти салямі та шинки.

Основною рисою Тосканської кухні є простота. Найбільш поширеними є боби, хліб, сир, овочі, гриби та свіжі фрукти. Також широко поширеною є оливкова олія, яку роблять з оливок сортів морайоло, леччіно та франтояно. У жовтні та в листопаді в Сан-Мініато збирають білі трюфелі. З корів кіанської породи роблять високоякісну яловичину, з якої можна приготувати флорентійський стейк, який зазвичай їдять з кіанським хлібом. Також виготовляється свинина.
Першою стравою в Тосканській кухні є суп ріболіта, який є ще раз закип'яченим італійським супом мінестроне, який зазвичай складається зі шматочків хліба, бобів, моркви, капусти, тосканської капусти, квасолі, цибулі та оливкової олії. Місцевим видом пасти є «пічі» — товсте зернисте спагеті. Ще одним видом спагеті є «папарделлє» — великі, дуже широкі, плоскі макаронини, схожі на феттуччіне. Місцевими десертами є «панфорте» (пиріг із меду, фруктів і горіхів), «річчіареллі» (пиріжки із мигдалю, цукру, меду і яєчного білка) та «кавалуччі» (печиво з мигдалю, цукатів, коріандру, борошна і меду).
Особливе місце в тосканській кухні займає вино. Найпопулярнішим є вино К'янті. Іншими популярними винами є Vino Nobile di Montepulciano, Morellino di Scansano та Brunello di Montalcino. Території де виробляють вино дуже часто відвідують британські туристи, через що ця територія навіть отримала прізвисько «К'янтшир».

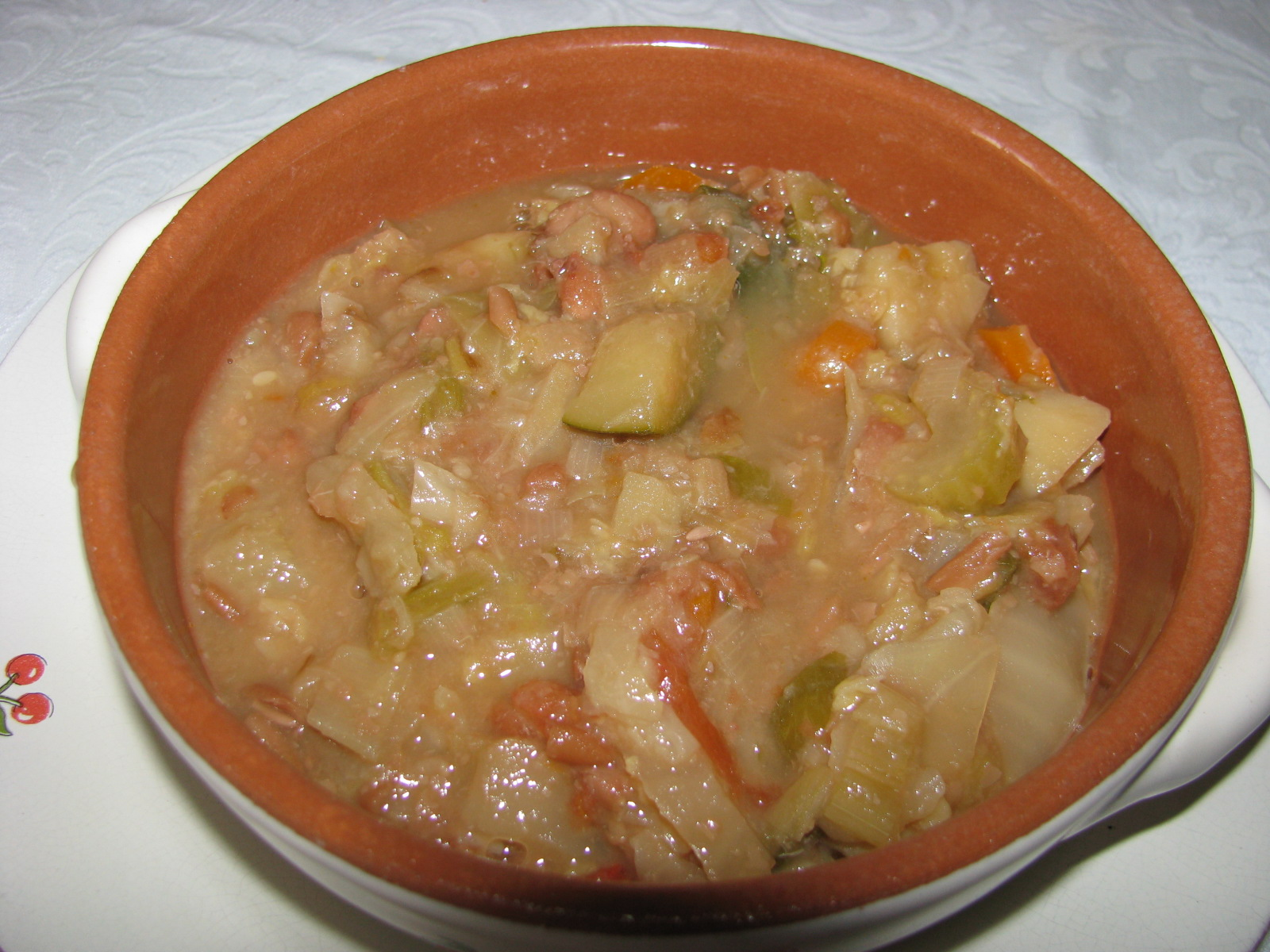
Ріболіта
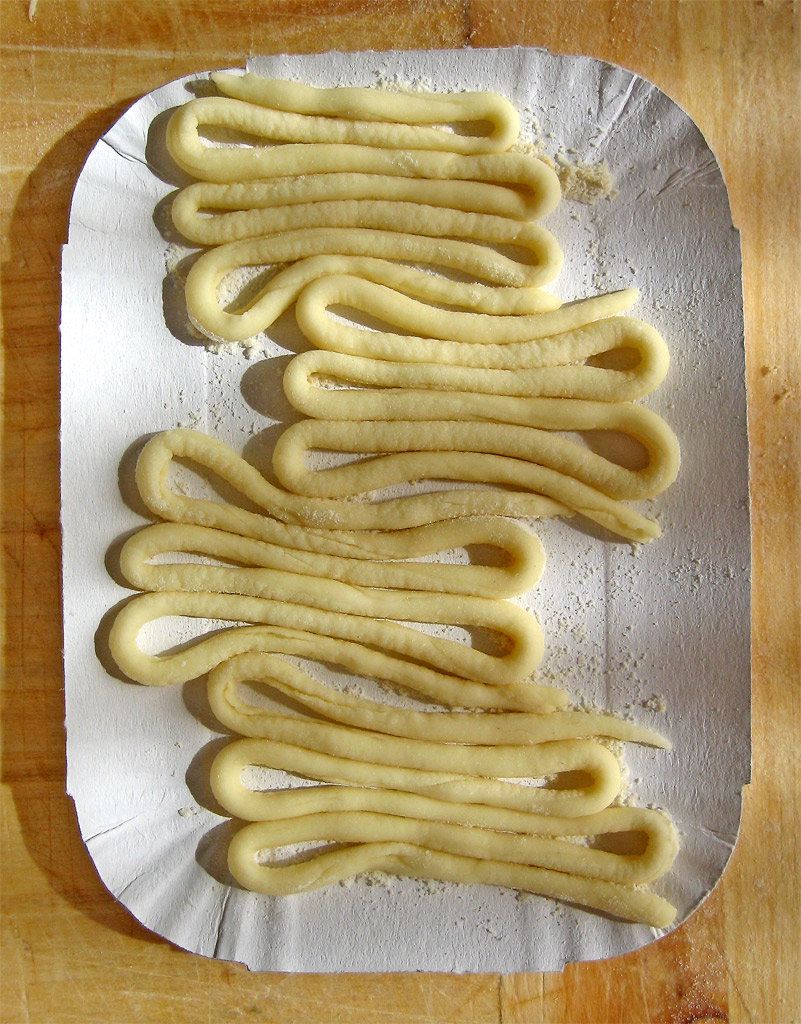
Пічі
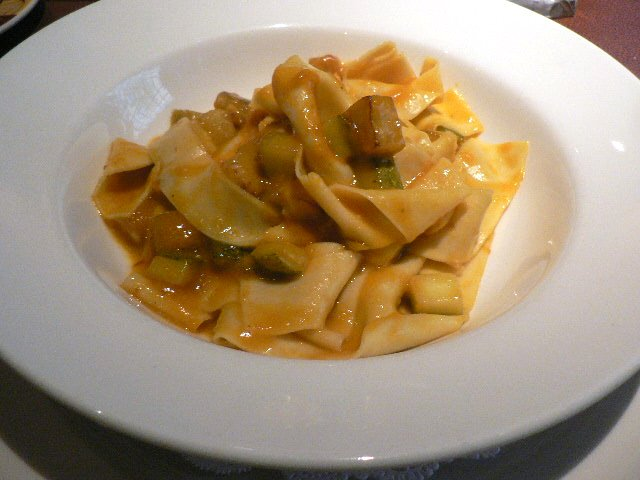
Папарделлє
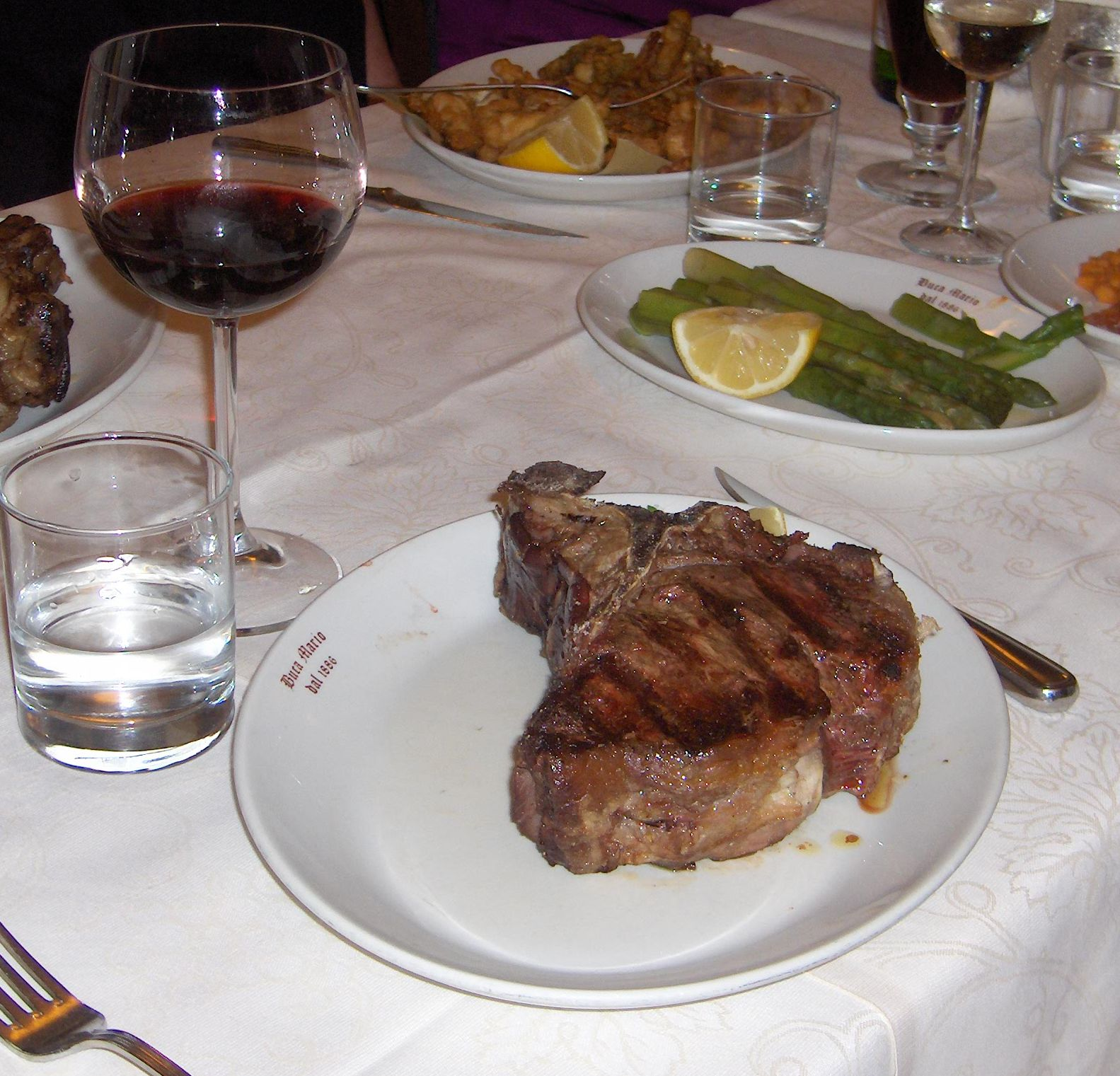
Флорентійський стейк
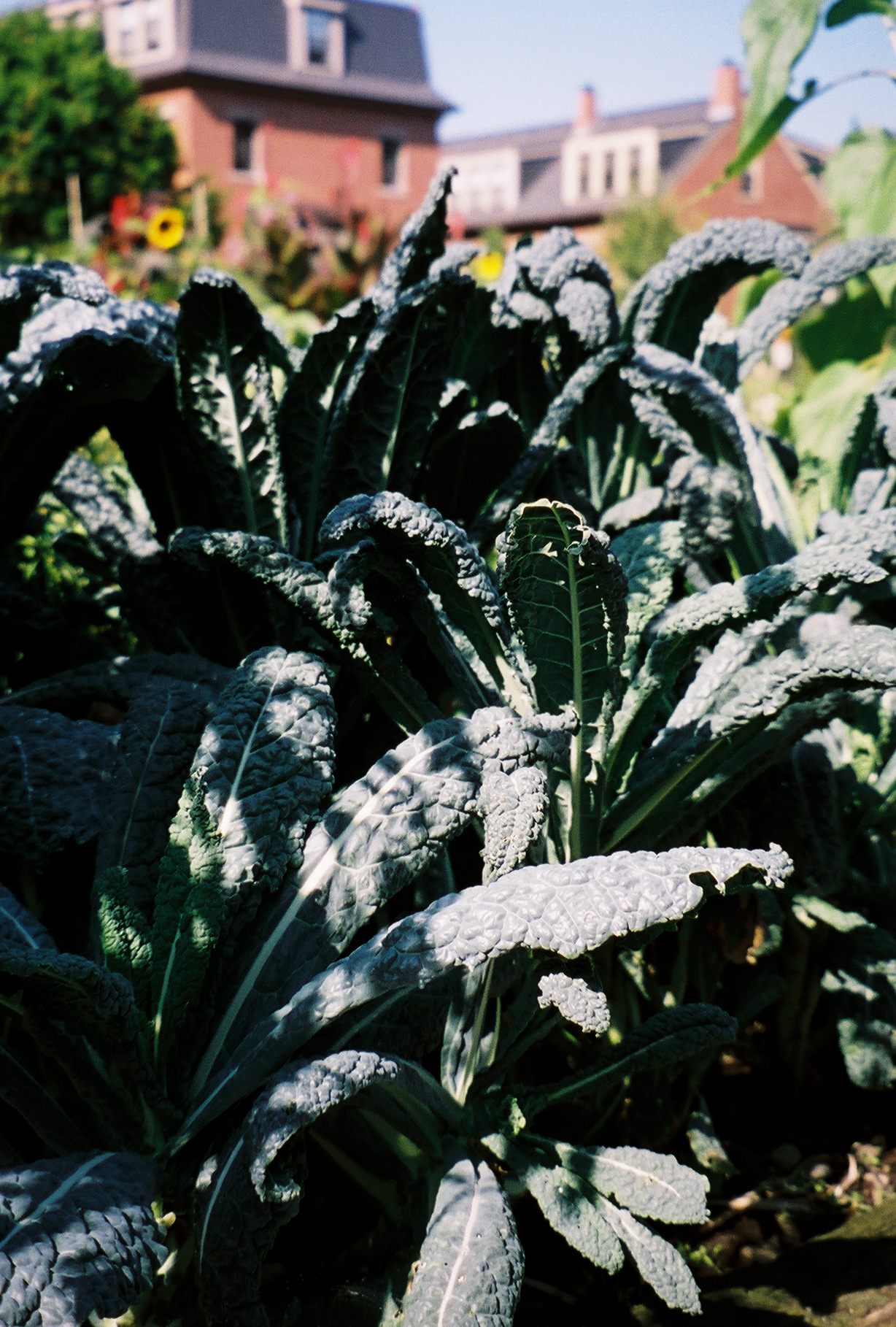
Тосканська капуста
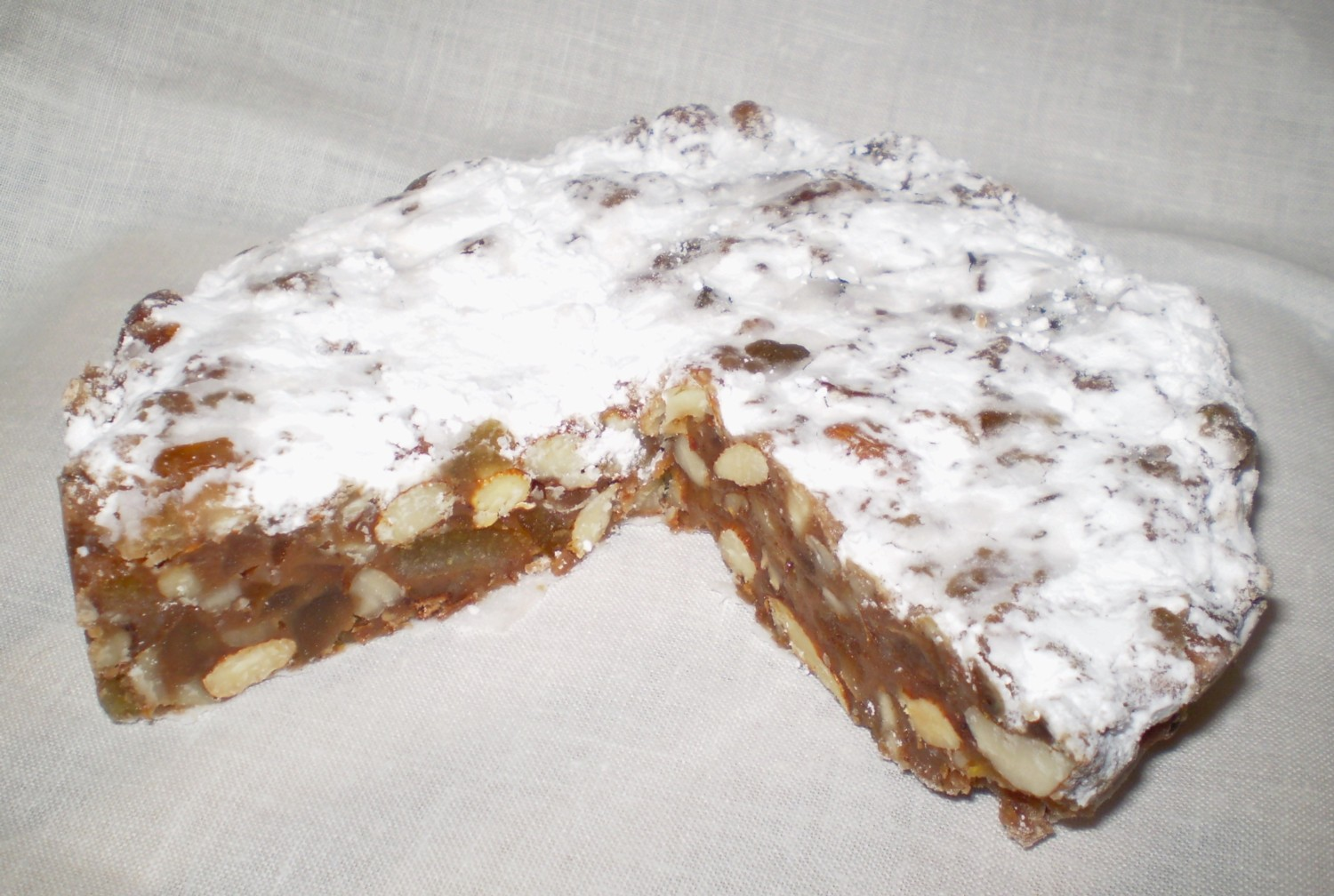
Панфорте
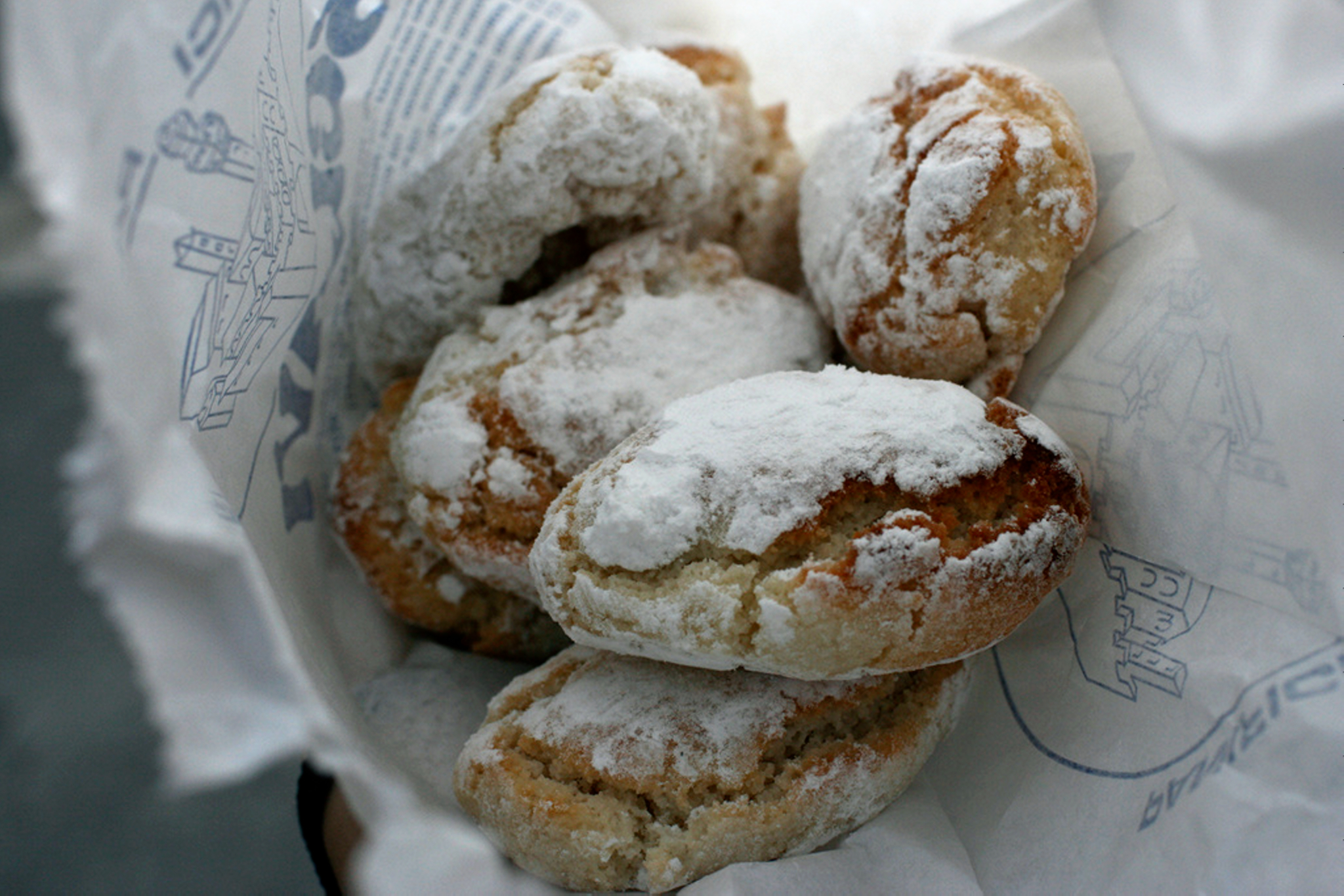
Річчіареллі

## Економіка
У промисловості переважає гірнича справа, оскільки надра Тоскани багаті на мінеральні ресурси, зокрема залізну руду, мідь та буре вугілля. Іншими важливими галузями промисловості є легка промисловість, фармацевтика, металургія, виготовлення скла та кераміки, книговидавництво. Також є спеціалізовані території: шкіряні вироби та взуття на південному заході, тепличне вирощування біля Пістої, кераміка та легка промисловість біля Прато, скутери та мотоцикли в Понтедера, обробка деревини біля Кашини, мармур біля Каррари та виготовлення паперу біля Лукки. Видобуток корисних копалин, металургія, машинобудування та хімічна промисловість зосереджені на береговій лінії, біля Пізи та Ліворно.
Сільське господарство має свою частку в економіці регіону, яка постійно знижується. Основними продуктами сільського господарства є крупи, картопля, оливки та виноград. Болотиста місцевість була пристосована для вирощування овочів, рису, тютюну, буряку та соняшників.
Тоскана багата на природні та архітектурні пам'ятки, що сприяє розвитку туризму. У регіон приїжджає багато туристів, тому туристичні послуги є територіально поширеними та добре організованими.
Також Флоренція є важливим центром моди, що сприяє легкій промисловості. Ще з XV століття флорентійці працювали з розкішними текстильними виробами, такими як шерсть і шовк. Більшість відомих дизайнерів Європи використовують легку промисловість Тоскани, а особливо Флоренції. Італія має найбільш розвинену легку промисловість Європи, яка складає приблизно чверть легкої промисловості Європи. Легка промисловість Італії має оборот у 25 млрд євро, 60 % якого відбувається за кордоном. Італія є третім найбільшим виробником одягу після Китаю та Японії.

## Уряд та політика
Тоскана є форпостом лівоцентристської Демократичної партії і разом з регіонами Емілія-Романья, Марке та Умбрія формує так званий італійський політичний «Червоний квадрат». Починаючи з 1970 року Тосканою управляли по черзі уряди соціалістів та демократів. На парламентських виборах 2013 року тосканці віддали 40 % голосів Демократичній партії та 20 % голосів правоцентристській партії Народ свободи. На виборах в Європейський парламент у 2014 році тосканці віддали 56.4 % голосів за Демократичну партію.
Законодавчим органом регіону є Регіональна рада Тоскани, яка складається з 41 депутата. Депутати обираються на термін в 5 років. Розподіл місць проводиться за методом д'Ондта. Виконавча влада регіону складається з 9 міністрів, очолюваних Президентом Тоскани. Відставка Президента має наслідком також відставку Регіональної ради за законом введеним у 1999 році, який називається «simul stabunt, simul cadent» (лат. вони стоять разом чи вони падають разом). Чинним Президентом Тоскани з 16 квітня 2010 є демократ Енріко Россі. Головами провінцій є Президенти провінцій, окрім провінції Флоренція, головою якої є мер. Також Тоскана поділяється на 287 муніципалітетів, якими керують мери.

## Адміністративний поділ
Регіон Тоскана складається з 10 провінцій:
| Провінція     | Населення | Площа (км2) | Мапа                                                                          |
| ------------- | --------- | ----------- | ----------------------------------------------------------------------------- |
| Ареццо        | 345 547   | 3 232       | Флоренція Ареццо Ґроссето Сієна Ліворно Піза Лукка Пістоя Прато Масса-Каррара |
| Ґроссето      | 225 142   | 4 504       | Флоренція Ареццо Ґроссето Сієна Ліворно Піза Лукка Пістоя Прато Масса-Каррара |
| Ліворно       | 340 387   | 1 218       | Флоренція Ареццо Ґроссето Сієна Ліворно Піза Лукка Пістоя Прато Масса-Каррара |
| Лукка         | 389 495   | 1 773       | Флоренція Ареццо Ґроссето Сієна Ліворно Піза Лукка Пістоя Прато Масса-Каррара |
| Масса-Каррара | 203 449   | 1 157       | Флоренція Ареццо Ґроссето Сієна Ліворно Піза Лукка Пістоя Прато Масса-Каррара |
| Піза          | 409 251   | 2 448       | Флоренція Ареццо Ґроссето Сієна Ліворно Піза Лукка Пістоя Прато Масса-Каррара |
| Пістоя        | 289 886   | 965         | Флоренція Ареццо Ґроссето Сієна Ліворно Піза Лукка Пістоя Прато Масса-Каррара |
| Прато         | 246 307   | 365         | Флоренція Ареццо Ґроссето Сієна Ліворно Піза Лукка Пістоя Прато Масса-Каррара |
| Сієна         | 268 706   | 3 821       | Флоренція Ареццо Ґроссето Сієна Ліворно Піза Лукка Пістоя Прато Масса-Каррара |
| Флоренція     | 983 073   | 3 514       | Флоренція Ареццо Ґроссето Сієна Ліворно Піза Лукка Пістоя Прато Масса-Каррара |

## Галерея

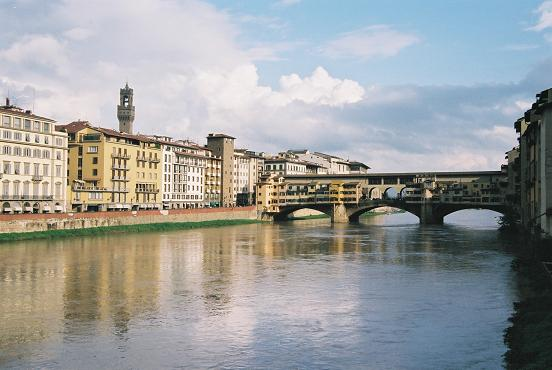
Річка Арно у Флоренції.
Катедральний собор Санта-Марія-дель-Фйоре.
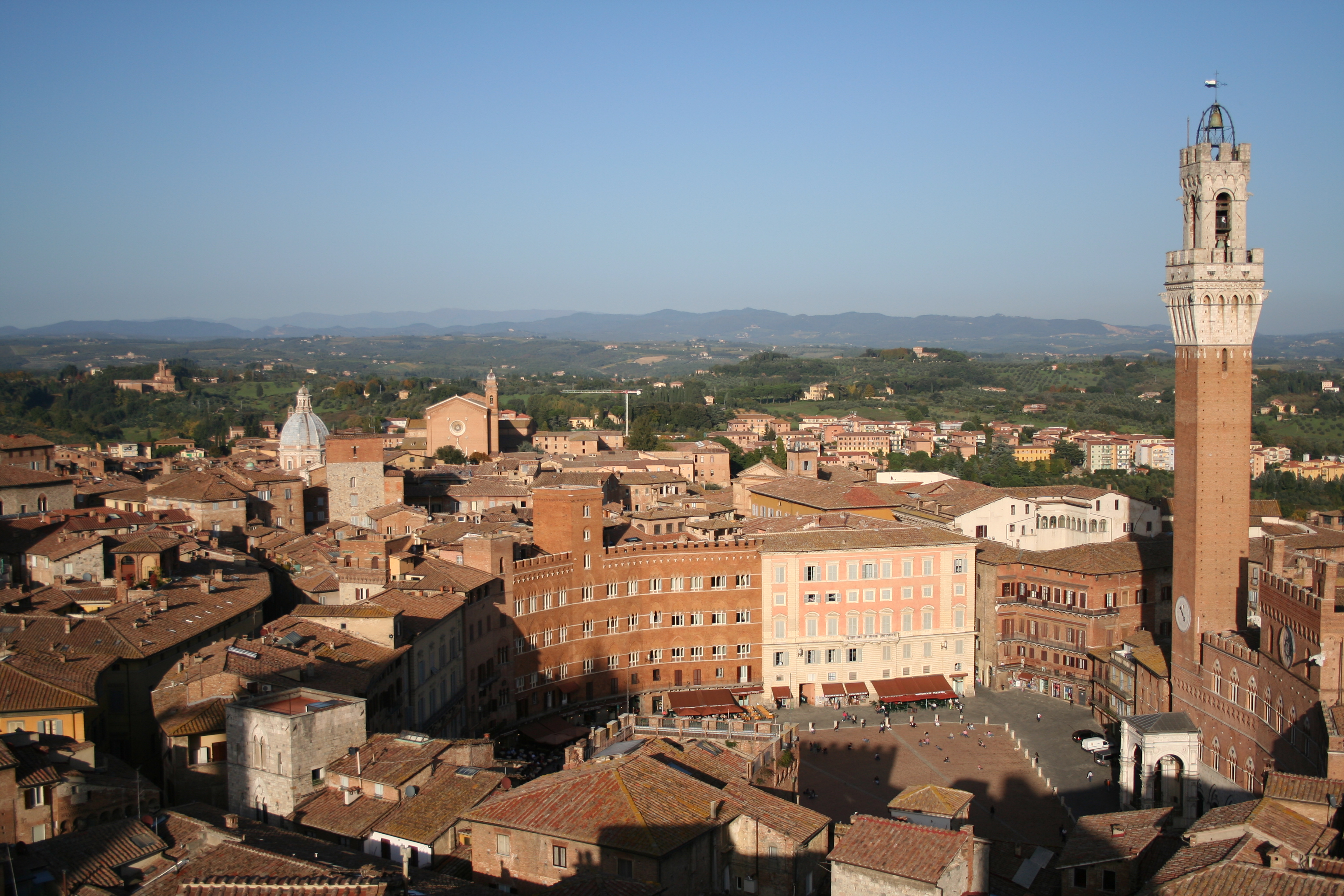
Центральна площа Сієни.
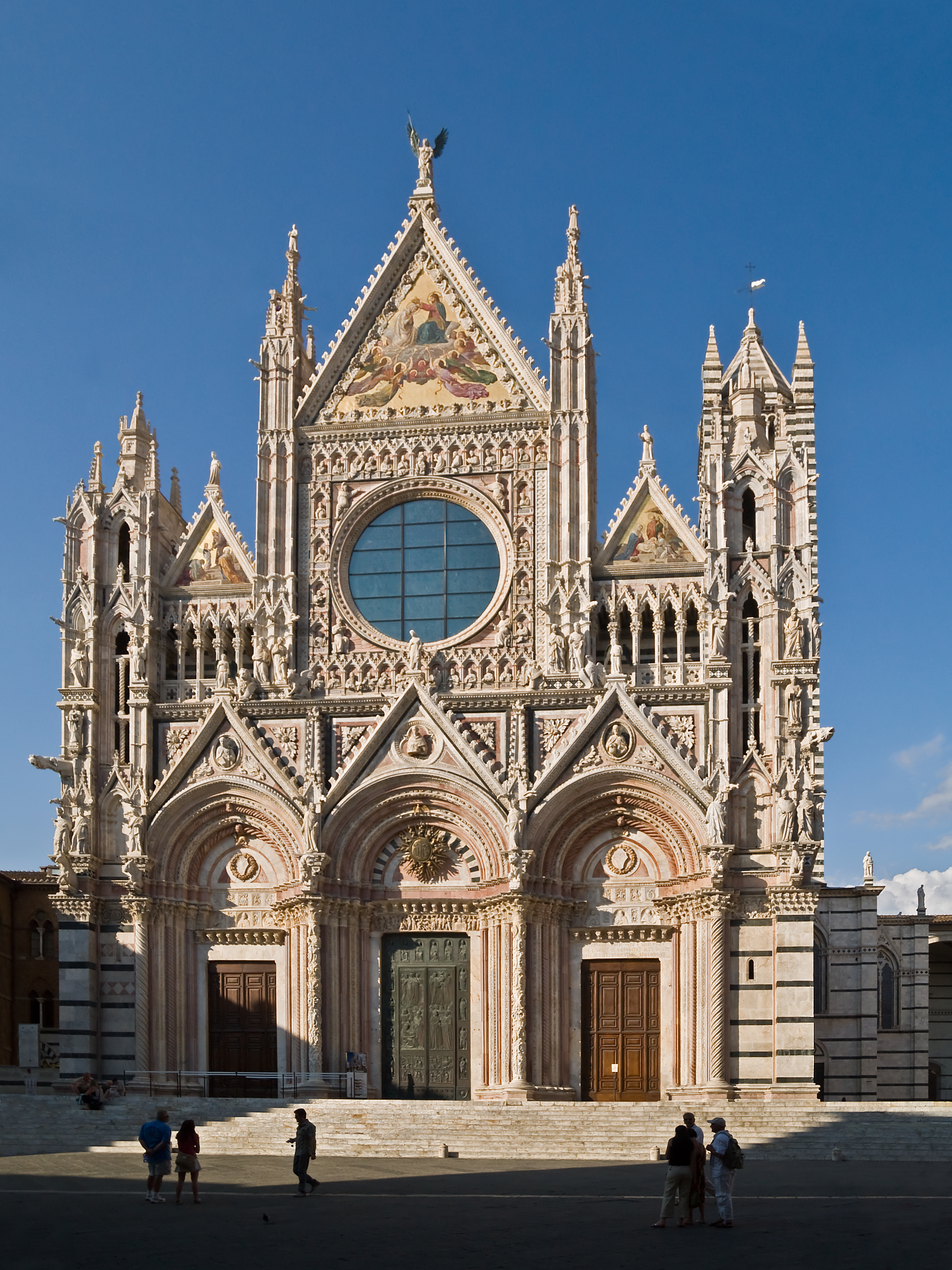
Сієнський собор.
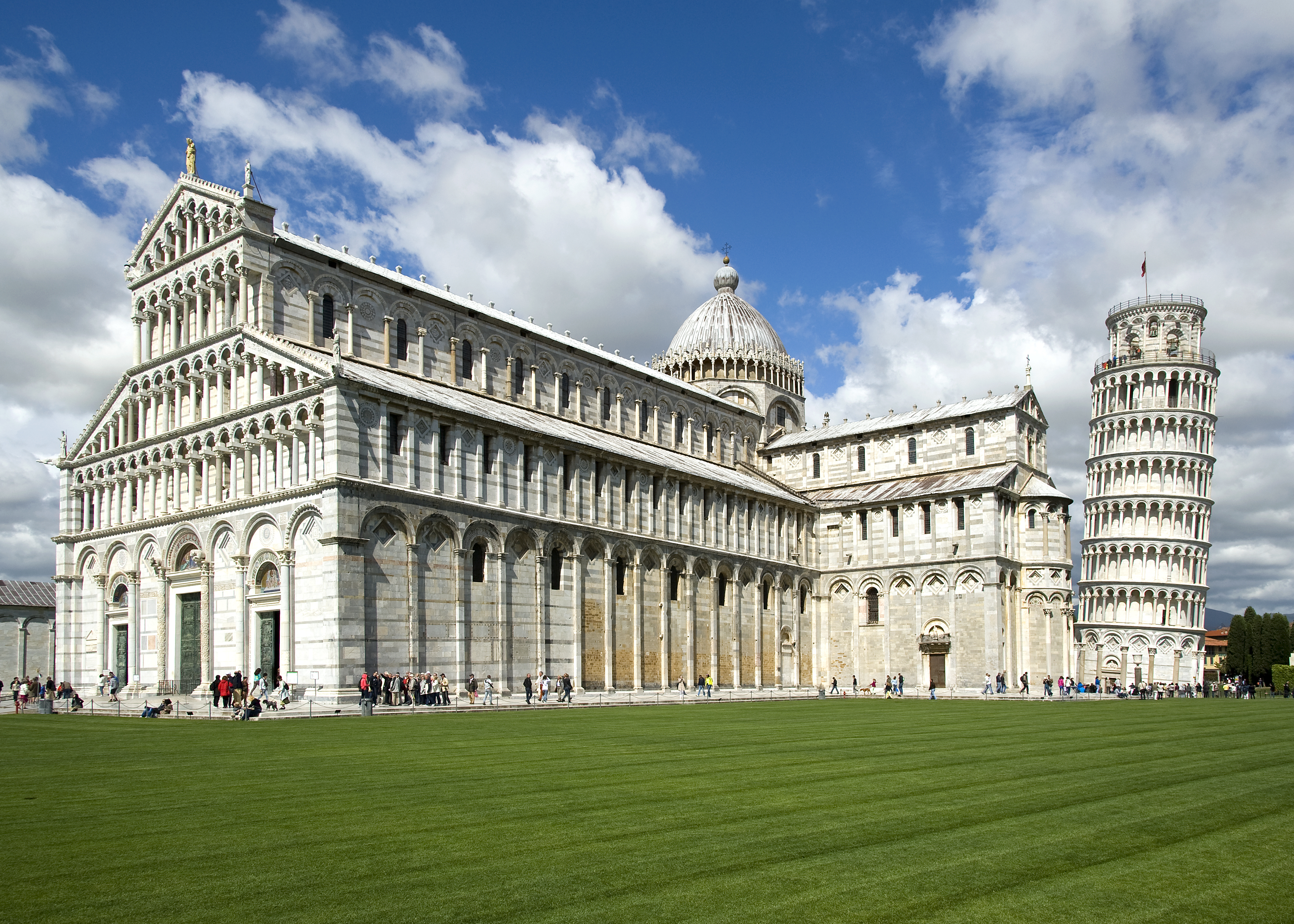
Пізанський Собор.
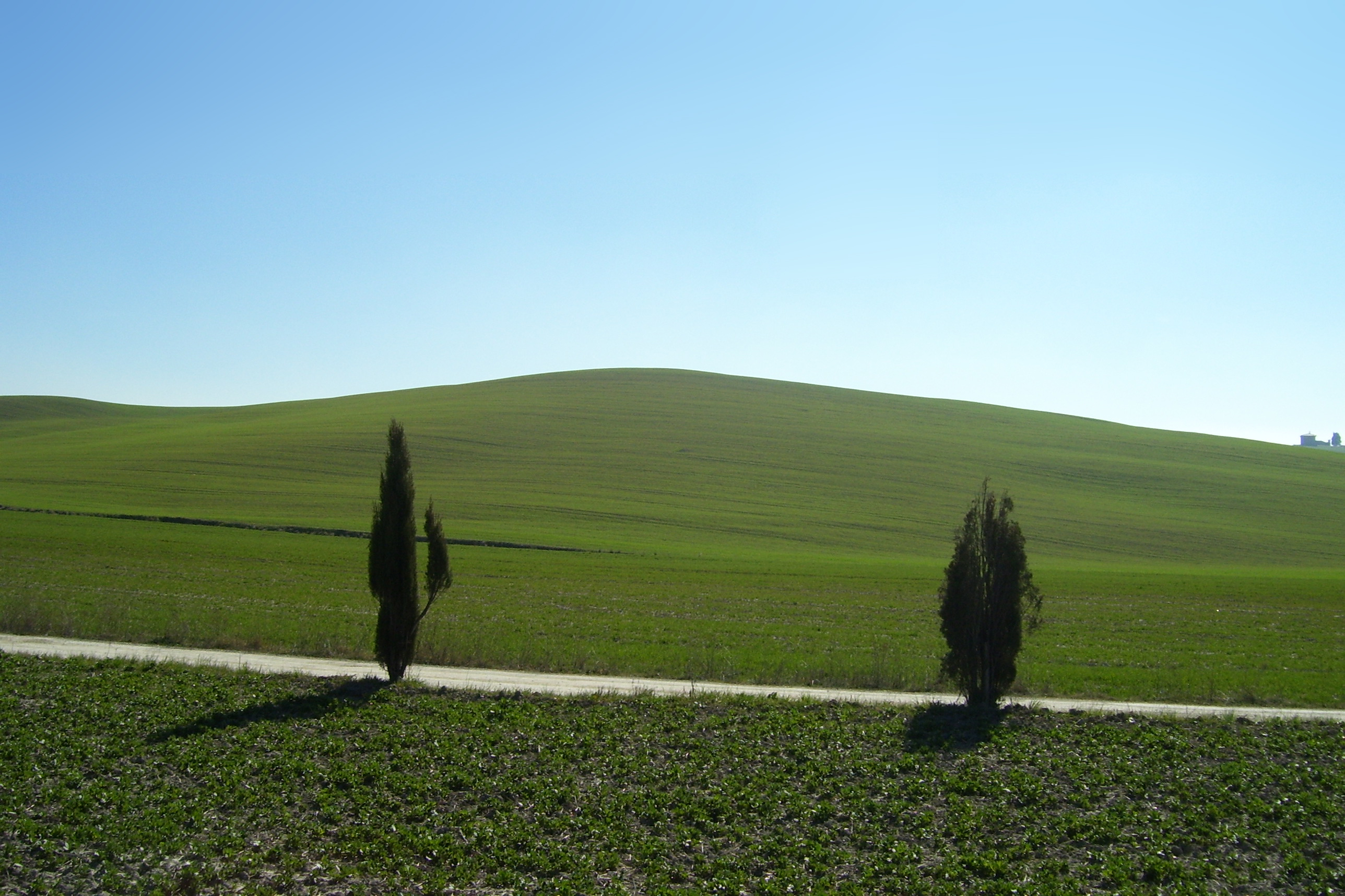
Природно-культурний регіон Валь д'Орча.
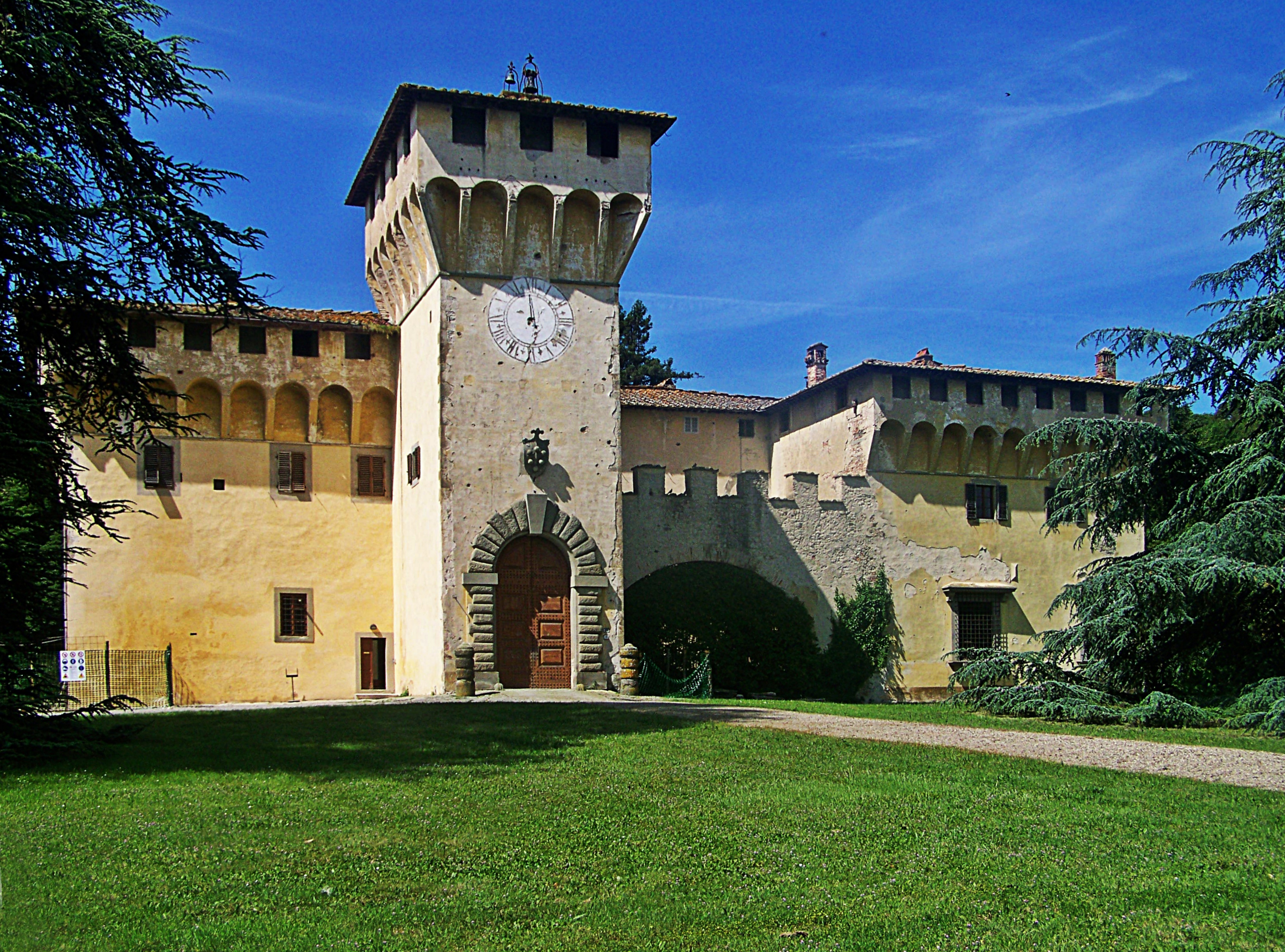
Маєток Медічі.
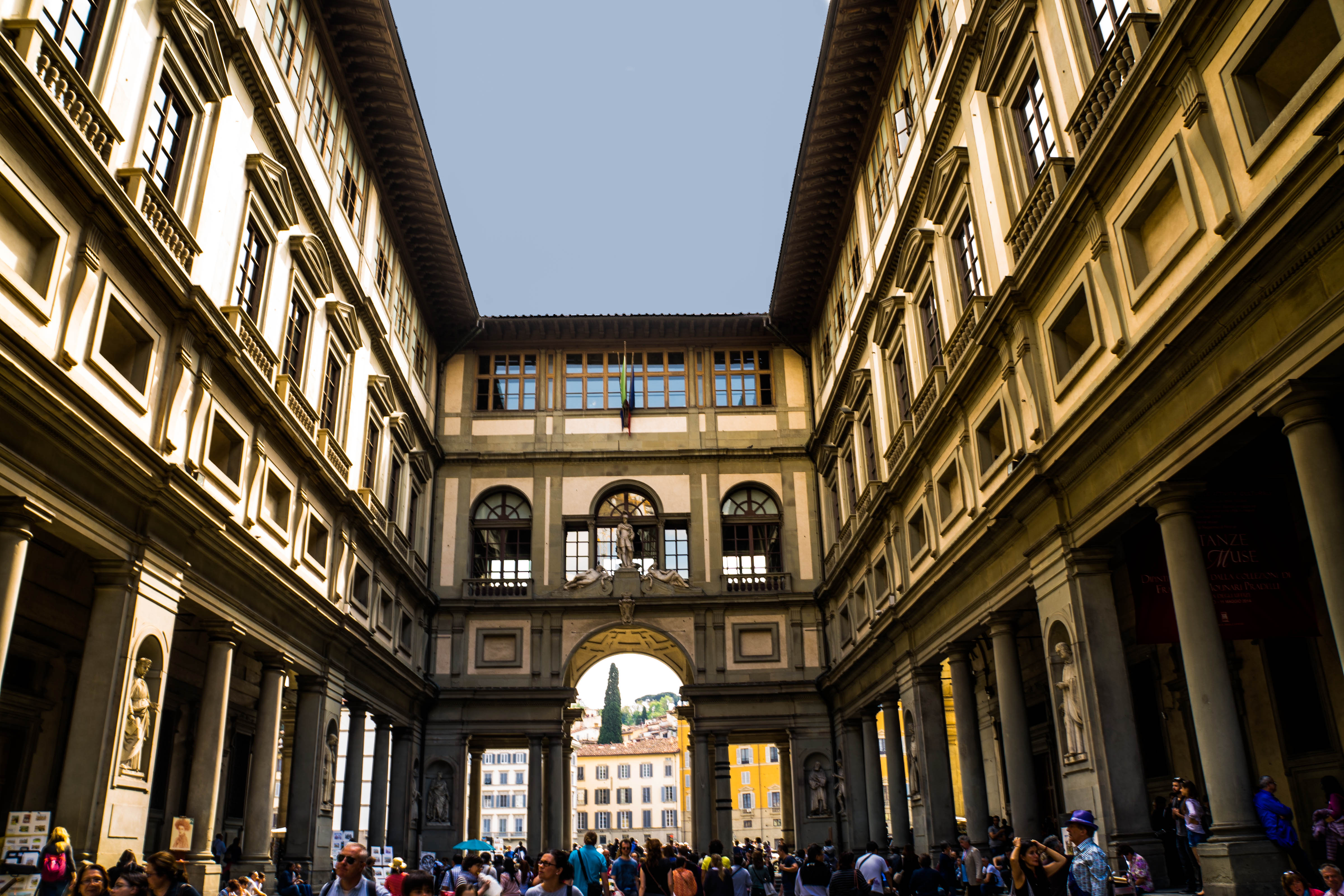
Галерея Уффіці.
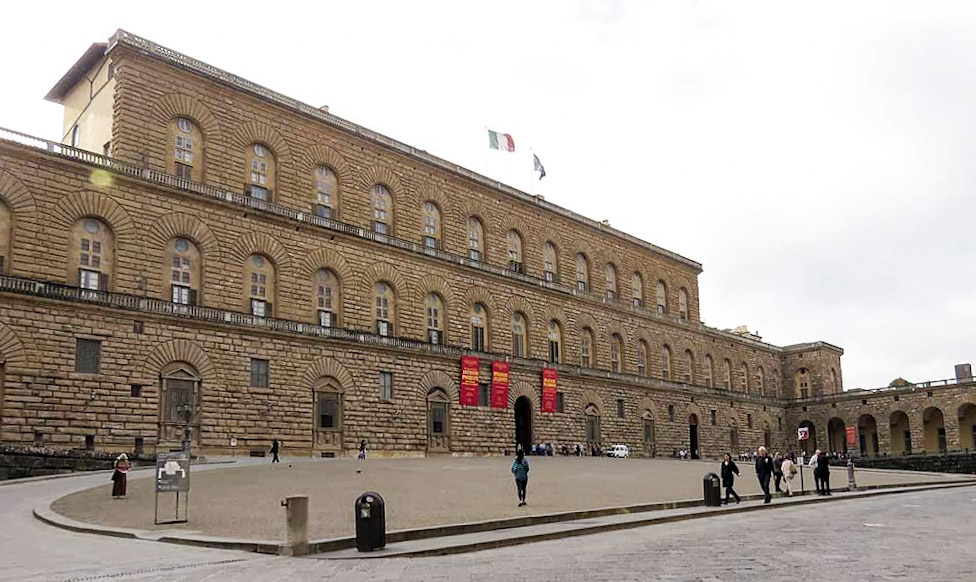
Палаццо Пітті.
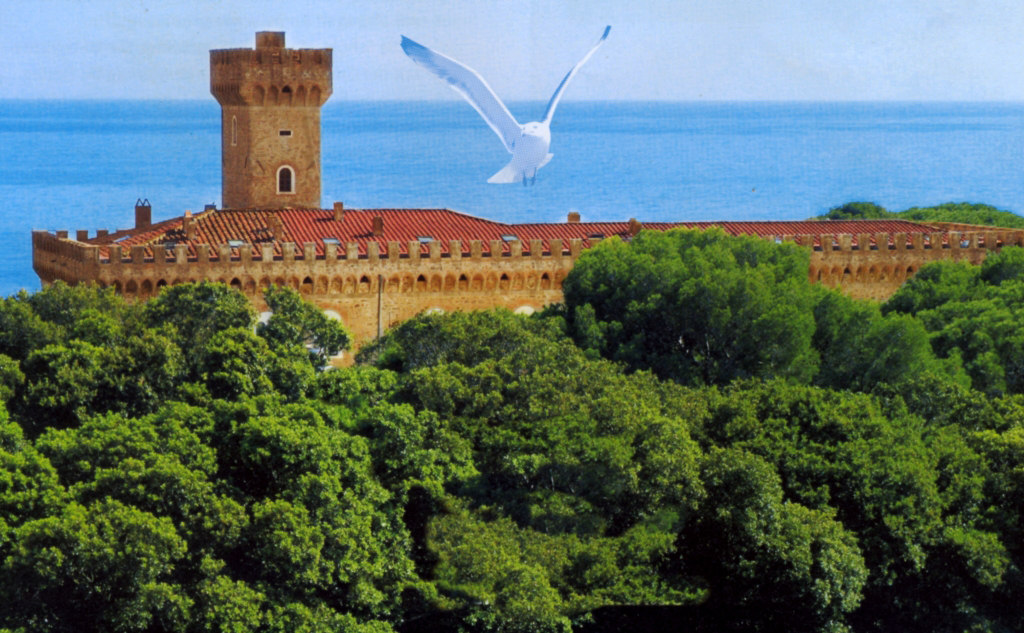
Замок Паскіні в Кастільйончелло.